# Sunrise (Ketil Bjørnstad)

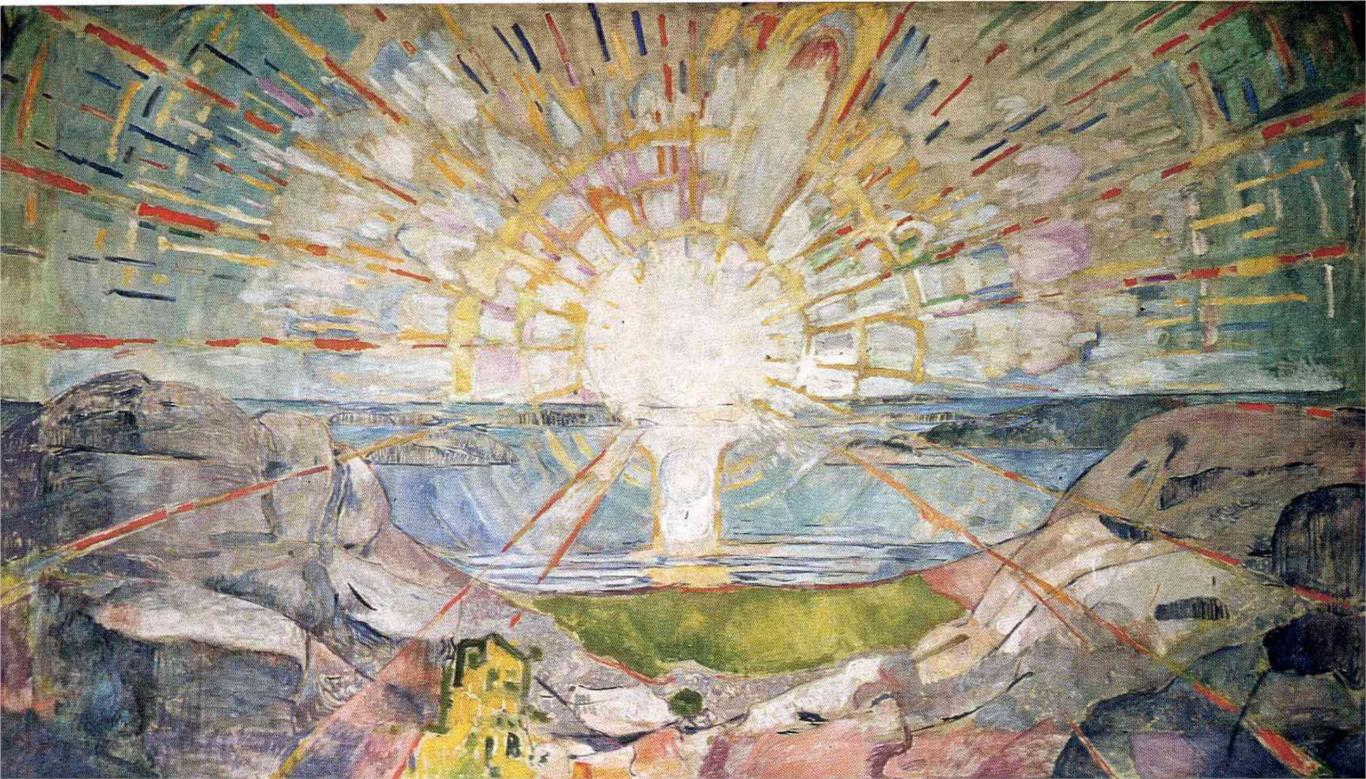
Edvard Munch, Sol

Sunrise is de internationale titel van een album van Ketil Bjørnstad.
Op het album staat slechts een werk van de Noorse componist. Dit keer is het een werk binnen het genre jazz, maar de omschrijving duidde op een klassiek werk, een cantate. Die cantate, Soloppgang, kwam tot stand na een opdracht van het mannenkoor van Nordstrand. Ketil Bjørnstad gebruikte daarom teksten van de schilder Edvard Munch, die ook af en toe in Nordstrand verbleef. Bjørnstad liet zich tevens inspireren door het schilderij De zon van Munch. Het werk ging in 2011 in première in de aula van de Universiteit van Oslo, waar hij werk De zon van Munch hangt. Het album is opgenomen in de Rainbow Studio onder leiding van Jan Erik Kongshaug.

## Musici
- Kari Bremnes – zang
- Aage Kvalbein – cello
- Matias Bjørnstad – altsaxofoon
- Bjørn Kjellemyr – contrabas
- Hans-Kristian Kjos Sørensen – percussie
- Ketil Bjørnstad – piano
- Kamerkoor van Oslo o.l.v. Egil Fossum

## Muziek
| Nr. | Titel                                                                                    | Duur |
| --- | ---------------------------------------------------------------------------------------- | ---- |
| 1.  | En roffugl har satt seg fast I mitt indre (A bird of prey is clinging to my inner being) | 7:27 |
| 2.  | Moren (The mother)                                                                       | 6:11 |
| 3.  | Intet er lite (Nothing is small)                                                         | 4:51 |
| 4.  | Jorden elskede luften (The earth loved the air)                                          | 4:31 |
| 5.  | Resitativ I (Recitative I)                                                               | 1:00 |
| 6.  | Stupet (The cliff)                                                                       | 5:21 |
| 7.  | Som I en kirke (As if they were in a church)                                             | 5:23 |
| 8.  | Intermezzo I (Intermezzo I)                                                              | 1:49 |
| 9.  | Livets dans (The dance of life)                                                          | 4:57 |
| 10. | Åpent vindu (Open window)                                                                | 4:33 |
| 11. | Resitativ II (Recitative II)                                                             | 0:57 |
| 12. | Adskillelsen (The separation)                                                            | 5:46 |
| 13. | Intermezzo II (Intermezzo II)                                                            | 4:09 |
| 14. | Gravsten (Gravestone)                                                                    | 3:59 |
| 15. | Resitativ III (Recitative III)                                                           | 0:52 |
| 16. | Alfa og omega (Alpha and omega)                                                          | 5:23 |
| 17. | De feste nerver er rammet (The most delicate nerves are affected)                        | 4:17 |
| 18. | Intermezzo III (Intermezzo III)                                                          | 1:42 |
| 19. | Soloppgang (Sunrise)                                                                     | 5:16 |